# 재활용 기호

재활용 기호(Recycling symbol, U+2672 ♲ UNIVERSAL RECYCLING SYMBOL 또는 U+267B ♻ BLACK UNIVERSAL RECYCLING SYMBOL - 유니코드)는 뫼비우스 띠로 접힌 세 개의 쫓는 화살표로 구성된 기호이다. 국제적으로 인정된 재활용 기호이다. 이 상징은 1970년 당시 23세의 컨테이너 코퍼레이션 오브 아메리카(Container Corporation of America)의 학생이었던 게리 앤더슨(Gary Anderson)이 만든 첫 번째 지구의 날에서 유래했다. 이 기호는 상표권이 없으며 퍼블릭 도메인에 있다. 로고가 만들어진 이후로 로고에 대한 많은 변형이 만들어졌다.

## 역사
환경 문제에 대한 전 세계적 관심은 1970년 제1회 지구의 날로 이어졌다. 대규모 재활용 판지 생산업체인 컨테이너 코퍼레이션 오브 아메리카는 환경 문제에 대한 인식을 높이기 위해 전국의 고등학교와 대학에서 예술 및 디자인 학생들을 위한 대회를 후원했다. 당시 23세의 서던 캘리포니아 대학교 대학생이었던 게리 앤더슨이 우승했으며, 그의 출품작은 현재 보편적인 재활용 기호로 알려진 이미지였다. 심볼의 퍼블릭 도메인 상태에 대한 도전이 있었지만 심볼의 광범위한 사용으로 인해 이 도전은 성공하지 못했다. 그러나 보편적인 재활용 기호는 1960년대 초 폭스바겐이 재제조한 일부 자동차 부품에 찍힌 원 안에서 서로를 쫓는 두 개의 화살표를 특징으로 하는 것과 같은 당시의 유사한 기존 기호에서 영감을 받았을 수 있다.

## 같이 보기
- 그린 도트

## 추가 문헌
- Jones, Penny; Powell, Jerry. "Gary Anderson has been found!". Resource Recycling: North America's Recycling and Composting Journal, May 1999.
- Everson, Michael; Freytag, Asmus (2001-04-02). "Background information on Recycling Symbols" (PDF) 보관됨 2023-03-05 - 웨이백 머신, ISO/IEC Working Group Document N2342
- 44 Recycle Logos and Symbols